# Da natten forsvandt - et elektrisk eventyr
Da natten forsvandt - et elektrisk eventyr er en dansk dokumentarfilm fra 1991, der er instrueret af Jens Loftager efter manuskript af Steen Eldrup Jørgensen.

## Handling
Dokumentarfilm, der konfronterer seerne med hverdagens mangfoldige brug af elektriske hjælpemidler. I tilbageblik gives glimt af samfundet som det så ud for 100 år siden, og filmen slutter med at give et bud på hvordan fremtidens elektricitetssituation vil være.